# David Albahari

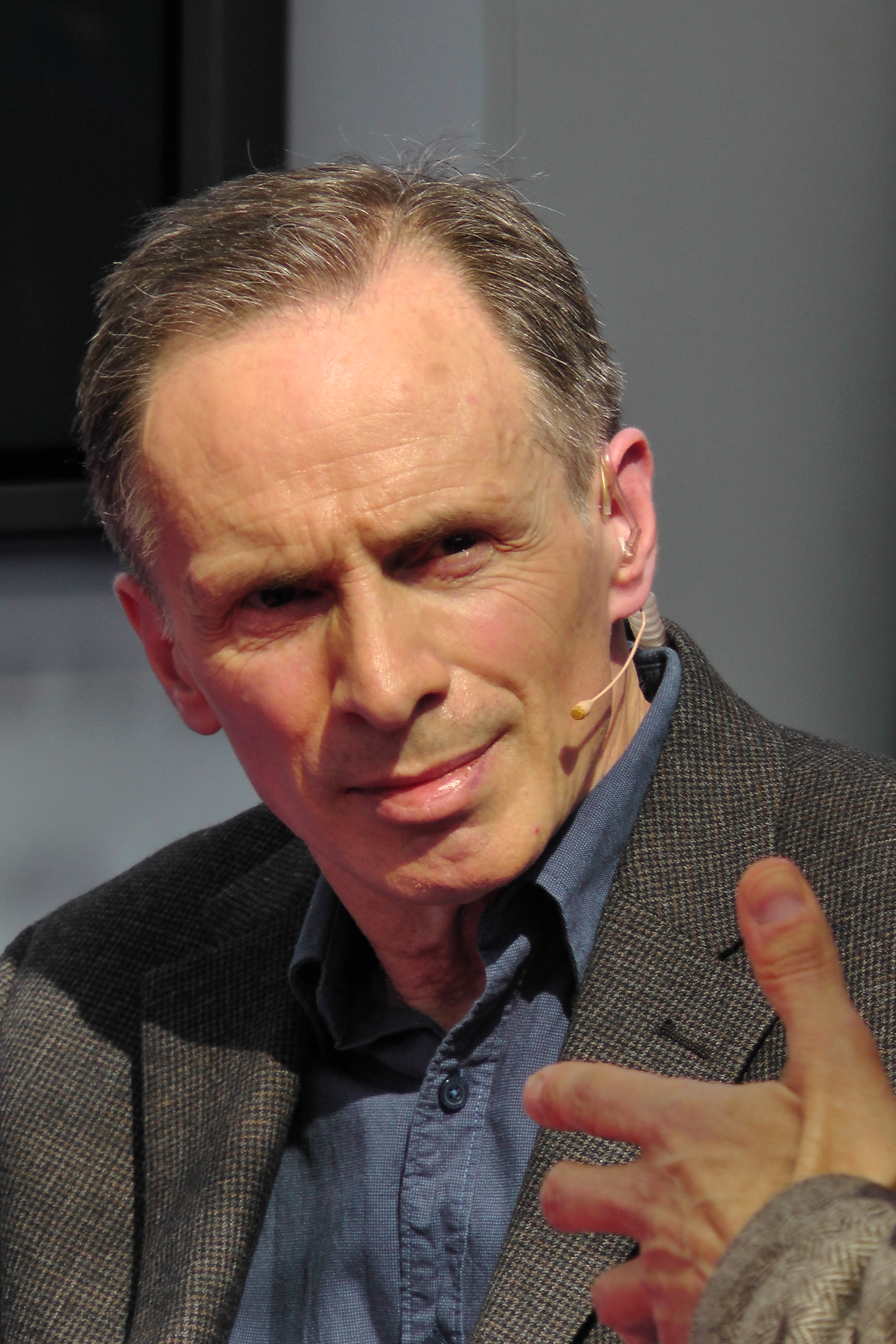
David Albahari (2011)

David Albahari (serbisch-kyrillisch Давид Албахари; * 15. März 1948 in Peć, Jugoslawien; † 30. Juli 2023 in Belgrad, Serbien) war ein nach Kanada emigrierter serbischer Schriftsteller.

## Leben und Werk
David Albahari studierte an der Universität Belgrad Englische Literatur und Sprache. Sein erster Band mit Kurzgeschichten erschien 1973. Sein Buch Opis smrti (1982; dt. Beschreibung des Todes, 1993) wurde 1982 mit dem Ivo Andrić-Preis ausgezeichnet, der Roman Mamac (1996; dt. Mutterland, 2002) erhielt 1997 den NIN-Preis, 1998 den Balkanica-Preis und 2006 (mit seinen Übersetzern Mirjana und Klaus Wittmann) den Brücke Berlin Literatur- und Übersetzerpreis. Der Roman Životinjsko carstvo (dt. 2017 als Das Tierreich) erhielt 2014 den Isidora-Sekulić-Preis. Sein Werk wurde in vierzehn Sprachen übersetzt. Albahari wiederum übersetzte u. a. Nabokov, Updike und Shepard ins Serbische.
Albahari bezeichnete das I Ging als wichtigen Einfluss auf sein Leben und Schreiben, in dessen Mittelpunkt das Persönliche und die Familie stehen. „Wenn man versteht, was in einer Familie vor sich geht, versteht man auch, was in der Welt vor sich geht. Muster wiederholen sich, nur der Maßstab ändert sich.“ In den vielschichtigen Erinnerungs- und Erlebnisebenen seiner Figuren konturieren sich die geschichtlichen Ereignisse. Subjektive Bilder erlauben die Annäherung an das Geschehen. Die Kurzgeschichten seines Erzählungsbandes Beschreibung des Todes sind in verdichteter, experimenteller Form gehalten. Häufig verwendet er dabei groteske Bilder: Ein Vater läuft über das Wasser und Lagerinsassen treten in Hungerstreik, um „Mieder“ tragen zu dürfen.
Trotz gegenteiliger Bemühungen konnte sich Albahari als jüdischer Serbe (oder serbischer Jude) der Politisierung seines Lebens und seiner Arbeit im Krieg in Jugoslawien nicht entziehen. 1991 übernahm er das Amt des Vorsitzenden des Verbandes der jüdischen Gemeinden Jugoslawiens. In dieser Funktion war er maßgeblich an der Aussiedlung der Juden Sarajevos beteiligt. Zwei Jahre später wählte er freiwillig die „Entwurzelung“ des kanadischen Exils, um der „Zwangspolitisierung“ zu entkommen, von der er sein damaliges Leben fremdbestimmt sah. 1994 siedelte er zusammen mit seiner Familie nach Kanada über. Dort lebte als er als Schriftsteller und Übersetzer in Calgary. Albahari betrachtete sich selbst nicht als Flüchtling oder Exilant und er verbrachte wieder einen Teil des Jahres in Zemun, wo er aufgewachsen war.
Aus der Ferne tritt jedoch die Geschichte seiner Heimat verstärkt in den Vordergrund seines Werkes. Ausgehend von der eigenen autobiographischen Situation als Auswanderer erzählt er in Mutterland die Lebensgeschichte seiner Mutter. Dabei setzt sich der Ich-Erzähler nicht nur mit ihrer Biographie vor dem Hintergrund der jugoslawischen Geschichte auseinander, sondern thematisiert zugleich seine Ambivalenzen gegenüber dem Umgang mit Erinnerung, Identität und Geschichte in seiner neuen Heimat. Der Roman Gec i Majer (1998; dt. Götz und Meyer, 2003) beschreibt die Suche nach im Zweiten Weltkrieg verschwundenen Juden. Sie führt den Erzähler auf die Spur zweier SS-Offiziere, die für deren Ermordung verantwortlich sind. Albahari verhindert durch verfremdende Elemente in seiner Sprache die Identifizierung des Lesers mit den Protagonisten. Für den Ich-Erzähler werden diese jedoch so real, dass er an der Vergangenheit zerbricht.

„Am Ende werden alle meine Helden auf gewisse Weise verrückt, obwohl ich beim Schreiben nie diese Absicht verfolgt habe.“

Im Roman Die Ohrfeige (2007) wird der Belgrader Stadtteil Zemun zum Schauplatz einer Welt voller Zeichenhaftigkeit. In Ludwig (2009) schreibt der Autor einen Roman über die ambivalente Zuneigung und das Ideenstibitzen zwischen Schriftstellern.

„Schreiben ist eine Art schönes Irresein.“

Der Schriftsteller war Teilnehmer beim Internationalen Literaturfestival Berlin 2004. Bei der Leipziger Buchmesse 2012 war er erneut in Deutschland. 2022 wurde Albahari der serbische Aleksandar Tišma International Literary Prize zuerkannt.
Albahari war an Parkinson erkrankt. Die Krankheit thematisierte er in seinem 2020 erschienenen Roman Heute ist Mittwoch, anhand einer Figur, die im Tito-Regime an Verbrechen beteiligt war, nach einer Denunziation jedoch selbst in einem Lager landet und im Alter an Parkinson erkrankt.

## Werke (Auswahl in deutscher Übersetzung)

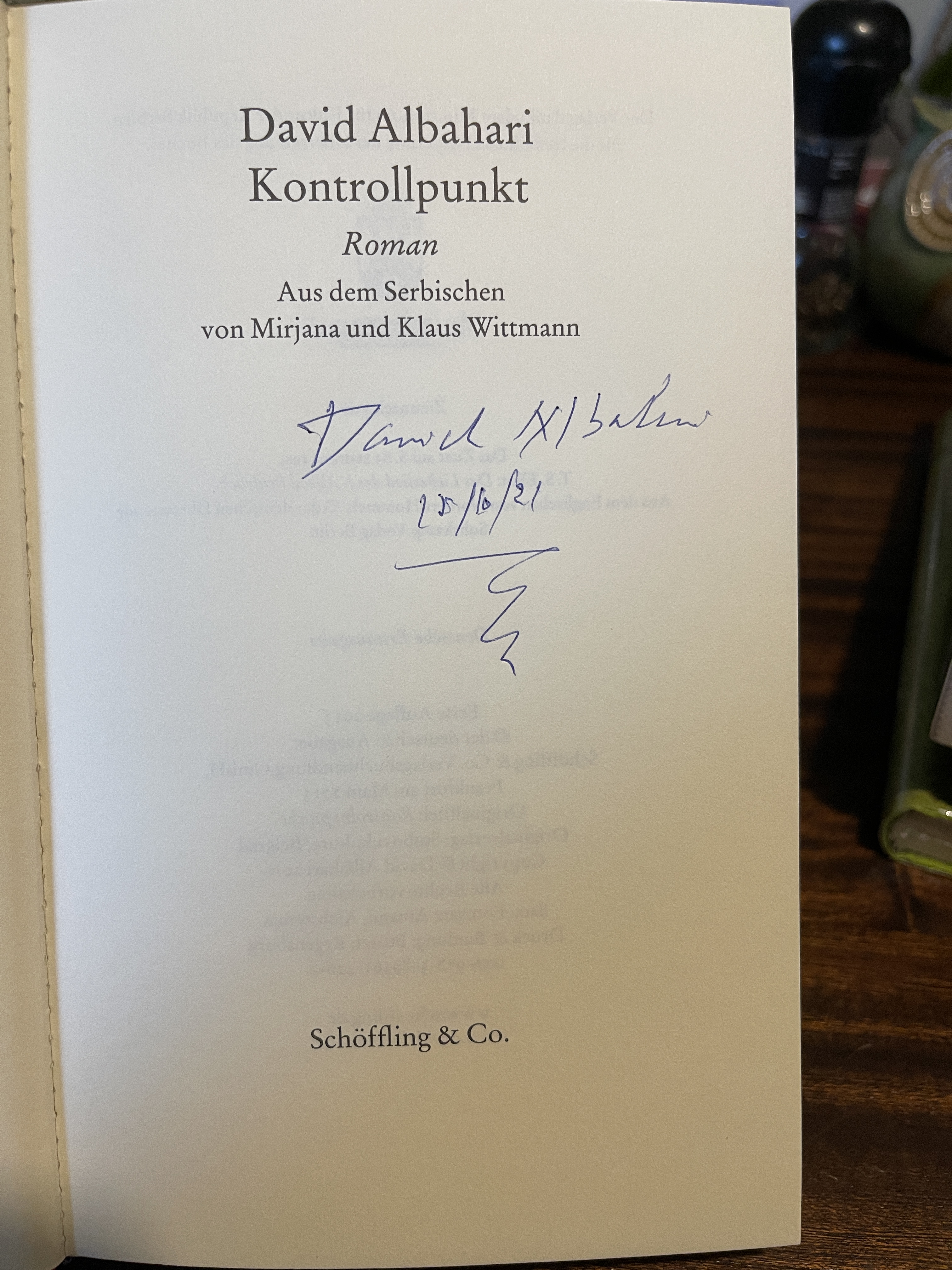
Vom Autor signiertes Buch, Adligat

- Vom Autor signiertes Buch, AdligatBeschreibung des Todes. Aus dem Serb. von Ivan Ivanji. Wieser, Klagenfurt 1993
- Tagelanger Schneefall. Aus dem Serb. von Mirjana, Klaus Wittmann. Zsolnay, Wien 1997
- Wind vorm Fenster. Erker, St. Gallen 1998
- Mutterland. Aus dem Serb. von Mirjana und Klaus Wittmann. Eichborn, Frankfurt 2002; überarb. Übers.: Schöffling, Frankfurt am Main 2013, ISBN 978-3-89561-427-9
- Götz und Meyer. Aus dem Serb. von Mirjana, Klaus Wittmann. Eichborn, Frankfurt 2003
- Fünf Wörter. Aus dem Serb. von Mirjana, Klaus Wittmann. Eichborn, Frankfurt 2005
- Die Ohrfeige. Aus dem Serb. von Mirjana, Klaus Wittmann. Eichborn, Frankfurt 2007
- Ludwig. Aus dem Serb. von Mirjana, Klaus Wittmann. Eichborn, Frankfurt 2009
- Die Kuh ist ein einsames Tier. Aus dem Serb. von Mirjana, Klaus Wittmann; Eichborn, Frankfurt 2011, ISBN 978-3-8218-6153-1
- Der Bruder. Aus dem Serb. von Mirjana, Klaus Wittmann. Schöffling & Co., Frankfurt 2012, ISBN 978-3-89561-425-5
- Kontrollpunkt. Aus dem Serb. von Mirjana, Klaus Wittmann. Schöffling & Co., Frankfurt 2013, ISBN 978-3-89561-426-2
- Das Tierreich. Aus dem Serb. von Mirjana, Klaus Wittmann. Schöffling & Co., Frankfurt 2017, ISBN 978-3-89561-428-6
- Heute ist Mittwoch. Aus dem Serb. von Mirjana und Klaus Wittmann, Schöffling & Co., Frankfurt 2020, ISBN 978-3-89561-429-3